# Antonio Pavón Galán
Antonio José Pavón Galán (Málaga, 6 de enero de 1982) es un extorero, presentador y personalidad de televisión español, conocido por haber sido partícipe de numerosos programas televisivos en su país y en Perú.

## Biografía
Nació el 6 de enero de 1982 en Málaga, provincia de Andalucía, España; bajo el nombre completo de Antonio José Pavón Galán. Es el hijo de Salvador Pavón y Alicia Galán, y sobrino del fallecido también torero Antonio José Galán. Desde su juventud, se ha destacado como torero y novillero, en el cual formó parte de numerosas corridas taurinas de su país.
A los 14 años visitó Perú por primera vez para conocer a su tío Antonio José Galán, y desde entonces visitó a esa ciudad cada año hasta su fallecimiento en 2001. Tras la crisis política española, se mudó al Reino Unido, donde comenzó a trabajar en numerosos oficios como encargado de hotel, mesero y barman.
En el año 2011, Pavón regresa a Perú para residir en el país. Al poco tiempo, inicia su etapa en la televisión peruana, conformando el segmento La casa de Magaly del programa de espectáculo Magaly TeVe, gracias a la intervención del productor Ney Guerrero, acompañado de otras celebridades internacionales. En ese mismo año, fue parte del elenco principal del reality show peruano Combate de ATV por dos años consecutivos, desempeñándose como competidor. Tuvo unas cortas temporadas en los otros formatos Esto es guerra de América Televisión en 2012, Titanes de Latina Televisión y Calle 7 Perú también del mismo canal en 2014, con el mismo rol.
Continuaba ejerciendo como torero, con César Caro como apoderado y José Alejandro Arrieta Bellido en la dirección artística. Sin embargo, en 2015, el Sindicato de Toreros del Perú lo vetó de todo acto público en el país, tras negarse a matar animales en dichos eventos. El sindicato justificó su decisión alegando que no se puede atentar contra «una de las más ancestrales costumbres». Mientras tanto, en el mismo año, asumió de presentador del programa televisivo Mujeres arriba por ATV, compartiendo el rol junto a Carlos Cacho, Laura Borlini y Mónica Hoyos.
Pavón se incursionó en la actuación en el año 2013 como parte del elenco principal de la telenovela Mi amor, el wachimán en el personaje de Felipe Alejandro Bertolotto, y más tarde, en la película Al filo de la ley en 2015, interpretando al dueño de la discoteca. En el año 2014 fue parte del reparto principal de la serie web Tal como eres. Participó en el teatro como protagonista de la obra teatral Travesuras conyugales junto a Milett Figueroa en 2015, bajo el personaje de Héctor.
A partir de 2015, fue panelista del espacio matutino Espectáculos de Latina Televisión hasta 2017, compartiendo el programa junto a las otras figuras Jazmín Pinedo, Sandra Arana y Carlos «Tomate» Barraza. En ese año, fue condecorado con la Derrama del Poder Judicial en compañía de personalidades y deportistas.
Fue participante del reality show Los reyes del playback en 2016, teniendo una breve participación. En ese año, participó en el programa de entrevistas-concurso El valor de la verdadregresando para la temporada 2025.
Al año siguiente, fue protagonista del videoclip del tema musical «Pa' fuera» en 2017, interpretado por la banda musical de cumbia peruana Grupo 5.
En el año 2020, regresa a España para participar en posteriores proyectos televisivos. En ese año, fue participante del programa Supervivientes, compartiendo dupla con su pareja sentimental Joi Sánchez. Adicionalmente, fue participante del programa televisivo La casa fuerte.
Durante su estancia en su país, funda su restaurante de comida peruana Lima 12, operando en dos locales hasta el momento.
Volvió a la televisión peruana en 2023, siendo anunciado como participante de la segunda temporada del espacio concurso El gran chef famosos sin conseguir el éxito. En ese mismo año, colaboró con el notario Alfredo Zambrano (esposo de Magaly Medina) para el lanzamiento de los temas musicales «Lágrimas negras» y «Vivir y amar».

## Créditos

### Televisión
| Año       | Título                 | Rol                                  | Emisión            | País   |
| --------- | ---------------------- | ------------------------------------ | ------------------ | ------ |
| 2011      | Magaly TeVe            | Parte del segmento La casa de Magaly | ATV                | Perú   |
| 2011-2012 | Combate                | Competidor                           | ATV                | Perú   |
| 2012      | Esto es guerra         | Competidor y modelo                  | América Televisión | Perú   |
| 2013      | Mi amor, el wachimán   | Felipe Alejandro Bertolotto          | América Televisión | Perú   |
| 2013      | Tu cara me suena       | Participante                         | Latina Televisión  | Perú   |
| 2014      | Titanes                | Competidor                           | Latina Televisión  | Perú   |
| 2014      | Calle 7 Perú           | Competidor                           | Latina Televisión  | Perú   |
| 2014      | Magaly                 | Invitado especial                    | Latina Televisión  | Perú   |
| 2015      | Mujeres arriba         | Presentador                          | ATV                | Perú   |
| 2015-2017 | Espectáculos           | Panelista                            | Latina Televisión  | Perú   |
| 2016      | El valor de la verdad  | Participante                         | Latina Televisión  | Perú   |
| 2025      | El valor de la verdad  | Participante                         | Latina Televisión  | Perú   |
| 2016      | Los reyes del playback | Participante                         | Latina Televisión  | Perú   |
| 2017      | Pensión Soto           | Cameo                                | Latina Televisión  | Perú   |
| 2020      | Supervivientes         | Participante                         | Telecinco          | España |
| 2020-2021 | La casa fuerte         | Participante                         | Telecinco          | España |
| 2023      | El gran chef famosos   | Participante                         | Latina Televisión  | Perú   |

### Cine
| Año  | Título            | Rol                | País |
| ---- | ----------------- | ------------------ | ---- |
| 2015 | Al filo de la ley | Dueño de discoteca | Perú |

### Serie web
- Tal como eres (2014), reparto principal.

### Teatro
- Travesuras conyugales (2015), Héctor.

### Videoclip musical
- «Pa' fuera» de Grupo 5 (2017), participación especial.